# Сновск (станция)
Сновск — промежуточная железнодорожная станция 2-го класса Конотопской дирекции Юго-Западной железной дороги на линии Бахмач — Новобелицкая, расположенная в городе Сновск.

## История
Станция Сновская была открыта в 1874 году в составе ж/д линии Бахмач—Новобелицкая Юго-Западной железной дороги. Осуществлялись (П) приём и выдача багажа и продажа билетов на поезда местного и дальнего следования, (В) приём и выдача грузов повагонными отправками открытого хранения на местах общего пользования, (Г) приём и выдача грузов повагонными отправками складского хранения, (Е) приём и выдача грузов на подъездных путях, (Δ) на станции имеются механизмы грузоподъёмностью 5 тонн. На топографической карте n-36-135 по состоянию местности на 1986 год обозначена.
В 1944 году станция Сновская переименована на станция Щорс — в честь командира украинских повстанческих формирований времён Гражданской войны, уроженца Сновска (Щорса) Николая Александровича Щорса.. В 2017 году станция Щорс была переименована на Сновск — в честь города, где расположена, который был переименован в 2016 году.

## Общие сведения
Станция представлена боковой и островной платформами. Имеет 6 путей. Есть здание вокзала (Вокзальная улица, дом № 1), служебные и складские помещения. Станция состоит из 11 служб, одна из крупнейших среди них это локомотивное депо. На станции действует пункт пограничного таможенного контроля.
На территории депо расположен памятник истории «Памятный знак в честь революционных боевых и трудовых традиций работников железнодорожной станции Щорс».

## Пассажирское сообщение
Ранее ежедневно станция принимала региональный поезд Гомель—Сновск (до 21.03.2020 года); поезда дальнего следования Минск—Запорожье, Минск—Новоалексеевка, Минск—Бердянск; поезда пригородного сообщения Бахмач — Сновск №№ 6501/6502/6503/6504 (с 11.07.2020 года).